# Trepka zelená
Trepka zelená (Paramecium bursaria) je mikroskopický nálevník. Je příbuzná trepce velké. Jako jediná z rodu trepek tvoří v symbiotické vztahy se zelenými řasami rodu Chlorella, které žijí v její cytoplazmě a poskytují ji potravu výměnou za možnost pohybu a ochranu. Trepka zelená je 80–150 μm dlouhá s širokými buněčnými ústy a dvěma kontraktilními vakuolami, jedním jádrem a makronukleem.